# Rivière à la Pêche (rivière Chigoubiche)
Pour les articles homonymes, voir Pêche.
La rivière à la Pêche est un affluent de rivière Chigoubiche, coulant dans le territoire non organisé de Lac-Ashuapmushuan dans la municipalité régionale de comté (MRC) du Domaine-du-Roy, dans la région administrative de Saguenay–Lac-Saint-Jean, dans la province de Québec, au Canada.
La vallée de la rivière à la Pêche est surtout desservie par des routes forestières lesquelles se connectent vers le nord à la route 167,.
La foresterie (principalement la sylviculture) constitue la principale activité économique de cette vallée; les activités récréotouristiques, en second, principalement à cause de la réserve faunique Ashuapmushuan.

## Géographie
La rivière à la Pêche tire sa source à la confluence de deux ruisseaux de montagne (altitude: 460 m).
Cette est située en zone montagneuse dans le territoire non organisé de Lac-Ashuapmushuan, à:
- 2,5 km au nord-est du cours de la rivière du Pilet;
- 11,1 km au sud de l'embouchure de la rivière à la Pêche;
- 8,0 km au sud du chemin de fer;
- 19,3 km au sud-ouest du cours de la rivière Ashuapmushuan[2].

À partir de sa source, la rivière à la Pêche coule sur 19,2 km avec une dénivellation de 130 m, entièrement en zone forestière, selon les segments suivants:
- 1,6 km vers l'est dans une vallée de plus en plus encaissée, jusqu'à un coude de rivière, correspondant à la décharge (venant du sud-est d'un ensemble de lacs dont Régis, Hélène et Lamarque);
- 7,8 km vers le nord, d'abord dans une vallée encaissée, formant un crochet vers l'est, puis vers le nord formant occasionnellement de petits serpentins en fin de segment, jusqu'à la décharge (venant de l'ouest) des lacs Congénères, de l'Essaie et Misérable;
- 3,9 km, en serpentant dans une plaine forestière, jusqu'au chemin de fer du Canadien National;
- 5,9 km vers le nord-ouest en formant de petits serpentins, en recueillant la décharge (venant de l'ouest) du lac Gagnon et la décharge (venant du nord) du lac Manerbe, en traversant le lac Dalpé (altitude: 330 m), en coupant la route 167, en recueillant la décharge (venant de l'ouest) du lac Ermont, et en contournant une île (longueur: 0,7 km) en fin de segment, jusqu'à son embouchure[2].

La rivière à la Pêche se déverse sur rive sud de la rivière Chigoubiche. Cette confluence est située en amont d'une série de rapides, et à:
- 12,6 km au sud-ouest de l'embouchure de la rivière Chigoubiche;
- 70,9 km au nord-ouest du centre-ville de Saint-Félicien[2].

À partir de l’embouchure de la rivière à la Pêche, le courant descend le cours de la  rivière Chigoubiche sur 36,0 km, le cours de la rivière Ashuapmushuan sur 59,8 km, puis traverse le lac Saint-Jean vers l'est sur 41,1 km (soit sa pleine longueur), emprunte le cours de la rivière Saguenay via la Petite Décharge sur 172,3 km vers l'est jusqu'à Tadoussac où il conflue avec l’estuaire du Saint-Laurent.

## Toponymie
Le toponyme « rivière à la Pêche » a été officialisé le 5 décembre 1968 à la Banque des noms de lieux de la Commission de toponymie du Québec.